# Upland (Indiana)
Upland – miasto w Stanach Zjednoczonych, w stanie Indiana, w hrabstwie Grant.